# Iwan Iwanow (generał)
Iwan Iwanowicz Iwanow (ros. Иван Иванович Иванов, ur. 16 stycznia?/28 stycznia 1897 we wsi Trupiechino w obwodzie nowogrodzkim, zm. 8 lipca 1968 w Moskwie) – radziecki dowódca wojskowy, generał porucznik, Bohater Związku Radzieckiego (1943).

## Życiorys
Skończył 4 klasy gimnazjum w Petersburgu, później pracował w drukarni, 1916 został wcielony do rosyjskiej armii, ukończył szkołę podoficerską. Był dowódcą plutonu na Froncie Południowo-Zachodnim, w lipcu 1918 wstąpił do Armii Czerwonej, brał udział w wojnie domowej jako dowódca kompanii, w 1919 został ranny w walkach z armią Denikina. Od czerwca 1920 dowodził batalionem 106 pułku piechoty 12 Dywizji Piechoty 4 Armii Frontu Zachodniego w wojnie z Polską i wojnie z petlurowcami. W 1921 ukończył wyższe kursy doskonalenia kadry dowódczej w Charkowie, później dowodził batalionem, od 1925 należał do partii komunistycznej, w 1931 ukończył kursy „Wystrieł” im. Kominternu, a w 1935 zaocznie Akademię Wojskową im. Frunzego. Od stycznia 1936 do kwietnia 1939 był dowódcą różnych pułków w Ukraińskim Okręgu Wojskowym, od kwietnia 1939 do lipca 1940 pomocnikiem dowódcy 72 Dywizji Piechoty, następnie dowódcą 187 Dywizji Piechoty Kijowskiego Specjalnego Okręgu Wojskowego. Od czerwca 1941 uczestniczył w wojnie z Niemcami na Froncie Zachodnim, następnie Froncie Centralnym, walczył w składzie 45 Korpusu Piechoty 13 Armii i 21 Korpusie Piechoty 21 Armii. W sierpniu 1941 walczył w 28 Korpusie Piechoty 21 Armii Frontu Briańskiego, następnie Południowo-Zachodniego, gdzie 15 września 1941 został ciężko ranny. W styczniu 1942 wrócił na front i został dowódcą 8 Dywizji Piechoty w 13 i 48 Armii Frontu Briańskiego, w lutym 1943 walczył na Froncie Centralnym, m.in. w rejonie Małoarchangielska, od czerwca 1943 dowodził 18 Korpusem Piechoty 65 Armii Frontu Centralnego, wyróżnił się przy wyzwalaniu miasta Dmitrowsk Orłowski i w operacji orłowskiej. W 1944 uczestniczył w operacji bobrujskiej, w ataku na Baranowicze, Słonim i Brześć i w operacji brzesko-lubelskiej, brał udział w wyzwalaniu m.in. Osipowicz, Baranowicz, Słonimia i Czeremchy. W lutym 1945 w ramach operacji wschodniopruskiej brał udział w wyzwalaniu Wormditta i Melzaka, a w kwietniu 1945 w zdobyciu Królewca. Od marca do czerwca 1946 wykładał w Wyższej Akademii Wojskowej im. Woroszyłowa, od czerwca 1946 do października 1949 dowodził 85 Korpusem Piechoty, w marcu 1950 został zastępcą dowódcy 41 Korpusu Piechoty. W grudniu 1951 został aresztowany, a 2 października 1952 skazany na 10 lat więzienia i degradację przez Wojskowe Kolegium Sądu Najwyższego ZSRR pod zarzutem prowadzenia antyradzieckiej agitacji i propagandy i jednocześnie pozbawiony tytułu Bohatera Związku Radzieckiego i odznaczeń. 14 sierpnia 1953 przywrócono mu stopień wojskowy i odznaczenia. W 1954 ukończył wyższe kursy akademickie przy Wyższej Akademii Wojskowej im. Woroszyłowa i został pomocnikiem dowódcy wojsk Północnego Okręgu Wojskowego, w kwietniu 1955 zakończył służbę wojskową. Urna z jego prochami została złożona w kolumbarium Cmentarza Nowodziewiczego.

## Odznaczenia
- Złota Gwiazda Bohatera Związku Radzieckiego (30 października 1943)
- Order Lenina (dwukrotnie)
- Order Czerwonego Sztandaru (trzykrotnie)
- Order Kutuzowa I klasy (dwukrotnie)
- Order Suworowa II klasy

I medale.